# 科爾瓦利鎮區 (伊利諾伊州羅克艾蘭縣)
科瓦利鎮區（英語：Coal Valley Township）是位於美國伊利諾伊州羅克艾蘭縣的一個行政鎮區。

## 地方資料
根據2010年美國人口普查的數據，科瓦利鎮區的面積為31.20平方千米，當中陸地面積為30.50平方千米，而水域面積為0.70平方千米。當地共有人口4399人，而人口密度為每平方千米140.99人。